# Miroslav Kostadinov
Miroslav Kostadinov (n. 10 martie 1976, Tolbuhin, Republica Populară Bulgaria) este un cântăreț bulgar. În perioada 1999–2007 a fost membru al formației KariZma, un duo bulgar cu el și cu Galina Kurdova. A fost ales să reprezinte Bulgaria la Concursul Muzical Eurovision 2010 cu melodia „Anghel si ti”.
1. ↑  Miroslav Kostadinov, Discogs, accesat în 9 octombrie 2017